# ماینل پرکاشن
ماینل پرکاشن (به انگلیسی: Meinl Percussion) یک شرکت آلمانی تولیدکننده سازهای کوبه‌ای مستقر در گوتنشتتن آلمان است. این شرکت یکی از چهار تولیدکننده بزرگ سنج به همراه زیلجیان، سیبین و پایستی است.
علاوه بر سنج، شرکت ماینل طیف گسترده‌ای از سازهای کوبه‌ای از جمله طبل بانگو، کاخون، کنگا، جمبه و دایره‌زنگی را تولید می‌کند.